# Eagles United Palermo
Gli Eagles United Palermo sono una squadra di football americano della città di Palermo. La società sportiva è attiva dal 2020 nel panorama del football italiano ed è affiliata alla FIDAF

## Storia

### Fondazione degli Eagles United
Gli Eagles United Palermo nascono nel 2020 dall'unione di due storiche squadre palermitane, Sharks Palermo e Cardinals Palermo. L'idea di unire le due franchigie in un unico soggetto sportivo prende forma nel dicembre 2019 attraverso i rispettivi presidenti Alberto Di Dio, Presidente dei Cardinals Palermo, e di Alessandro Albanese, Presidente degli Sharks Palermo. Il nome Eagles United nasce dall'adesione al progetto di unificare simbolo, marchio e colori sociali della città di Palermo della polisportiva virtuale del Palermo FC.

### Storia sportiva
Con la gestione tecnica affidata al coach Manfredi Leone, gli Eagles disputano la prima partita di campionato di terza divisione nel 2020, esordendo nel derby contro gli Elephants Cataniache termina con una sconfitta. A causa emergenza COVID-19 il campionato viene prima interrotto e successivamente annullato. 
Nel 2021 gli Eagles parteciperanno al campionato di terza divisione nel girone con gli Elephants Catania e gli Achei Crotone. La prima vittoria storica arriva nella prima gara di campionato in trasfera contro gli Achei per 20-12, la stagione proseguirà con tre sconfitte e l'ultimo posto nel girone. 
Nel 2022 la società riforma lo staff con rientri importanti sotto la guida dell'head coach Manfredi Leone e raggiunge un accordo di partineship con Olomedia srl. La nuova stagione vede i rosanero imporsi per la prima volta nel derby con gli Elephants 37-6, la conquista del primo posto nel proprio girone e il passaggio ai playoff da imbattuta. Gli Eagles continueranno la loro striscia vincente passando il primo turno a tavolino contro i Braves Bologna e gli ottavi contro Gorillas Varese per 42-21. Dopo una stagione straordinaria, il sogno di giocare il ninebowl s'infrange contro i Pretoriani Roma, con una sconfitta di 23-24.

## Dettaglio stagioni

### Tornei nazionali

#### Campionato

##### CIF9/Terza Divisione
| Stagione | regular season | regular season | regular season | regular season | regular season | regular season | playoff | playoff | playoff | playoff | playoff | playoff          | playoff         |
|          | Vin            | Par            | Per            | Tot            | PF             | PS             | Vin     | Per     | Tot     | PF      | PS      | risultato        | avversaria      |
| -------- | -------------- | -------------- | -------------- | -------------- | -------------- | -------------- | ------- | ------- | ------- | ------- | ------- | ---------------- | --------------- |
| 2020     | -              | -              | -              | -              | -              | -              | -       | -       | -       | -       | -       | -                | -               |
| 2021     | 1              | 0              | 3              | 4              | 93             | 161            | -       | -       | -       | -       | -       | -                | -               |
| 2022     | 4              | 0              | 0              | 4              | 150            | 23             | 1       | 1       | 2       | 65      | 45      | Quarti di finale | Pretoriani Roma |
| 2023     | 5              | 0              | 1              | 6              | 174            | 99             | 0       | 1       | 1       | 13      | 22      | Quarti di finale | Pretoriani Roma |
| 2024     | 3              | 0              | 3              | 6              | 94             | 64             | 0       | 1       | 1       | 22      | 29      | Quarti di finale | Doves Bologna   |
| Totale   | 13             | 0              | 7              | 20             | 511            | 347            | 1       | 3       | 4       | 100     | 96      |                  |                 |

Fonte: terzadivisione

## Organico

### ROSTER
| Roster degli Eagles United Palermo (2022) |
| --- |
| Quarterback - 3 Emmanuel Canfarotta - 12 Nicola Mondello Running Back - 1 Manfredi Re - 9 Francesco Orlando - 22 Luca Meccia - 26 Samuele Trapani - 32 Francesco Graziano - 34 Fabrizio Turrisi Wide Receiver - 6 Emanuele Liggio - 11 Marco Randisi - 14 Alessio Cipriano - 15 Pierluca Cuvello - 80 Erik Mirko Mazzone - 87 Riccardo Leone Offensive Linemen - 53 Vito Guttuso - 56 Giorgio Tocco - 62 Riccardo Aruta - 95 Valerio Cuppari Defensive Linemen - 58 Salvatore Li Calsi - 73 Luca Orlando - 90 Salvatore Spina Linebacker - 4 Michele Li Calsi - 8 Germano D’Arpa - 24 Giuseppe Todaro - 28 Dario Corrao - 52 Giacomo Maltese Defensive Back - 18 Gabriele Petruso - 19 Maurizio Coppolino - 23 Giuseppe Gulotta - 27 Davide Di Petrillo - 29 Giulio Sposito - 35 Salvatore Spataro - 37 Antonino Aiuto - 39 Davide Calabria Special Team |

Fonte: Eagles United

### Staff tecnico
- Giuseppe Li Calsi

Dirigenti
- G. Leone
- G. Legnazzi
- Luca Cusimano

Head Coach
- Manfredi Leone

Coach
- Giulio Perricone
- Massimiliano Lecat
- Gino La Porta
- Alessandro Fonti
- Angelo Amato

Stampa
- Luigi Graziano

Staff medico
- C. Piazza